# Joseph Roth
Joseph Roth (Brody, 2 settembre 1894 – Parigi, 27 maggio 1939) è stato uno scrittore e giornalista austriaco. Grande cantore della finis Austriae, della dissoluzione dell'impero austro-ungarico che aveva riunito popoli di origini disparate, con lingue, religioni, tradizioni diverse. Lui stesso era nato alla periferia dell'impero, nell'odierna Ucraina.

## Biografia[1]
Roth ha più volte elaborato, anche con falsificazioni, la storia della sua famiglia. In realtà, nacque a Schwabendorf, località nei pressi del piccolo centro di Brody, in Galizia, alle estreme propaggini dell'Impero austro-ungarico, nei pressi di Lemberg (italiano Leopoli, polacco Lwów, ucraino L'viv), una zona con una fiorente cultura ebraica.
La madre, Maria Grübel, apparteneva ad una famiglia ebrea residente a Brody, il nonno era commerciante di tessuti, i cinque zii commerciavano in luppolo. Il padre, Nachum Roth, proveniva da un ambiente chassidico ortodosso. Al tempo del matrimonio (1892) era commerciante di cereali per una ditta di Amburgo, città dove egli si recava regolarmente. In un viaggio di ritorno, per il suo strano comportamento in treno, prima fu ricoverato in una casa di cura per malati mentali e poi, tramite dei parenti galiziani, affidato ad un rabbino "guaritore" russo-polacco, in casa del quale fu trovato da uno zio di Roth l'anno dopo. Joseph descrisse suo padre come un bel uomo, sempre sorridente, ma del tutto incapace d'intendere e di volere.

### Infanzia e adolescenza a Brody
Roth più tardi raccontò che in gioventù soffrì per la miseria, anche se le fotografie dell'epoca e i racconti dei suoi parenti raccontano di una condizione decorosa, tant'è che la madre aveva una cameriera, egli prese lezioni di violino e frequentò il ginnasio.
La posizione di sua madre era precaria: non era vedova, in quanto il marito era ancora vivo, ma non in condizioni di provvedere alla famiglia. Inoltre nell'ambiente ebraico ortodosso della Galizia, la pazzia era considerata un castigo di Dio, che pesava sull'intera famiglia e peggiorava le prospettive matrimoniali dei figli. Fu per questo motivo che in casa non si parlò mai della reale sorte del padre, ma si preferì diffondere la voce che Nachum Roth si fosse impiccato.
La madre visse in modo ritirato occupandosi del proprio padre fino alla sua morte nel 1907, ma soprattutto badando all'educazione del figlio, che cresceva amato e molto protetto. Nonostante ciò, col passare degli anni, il rapporto madre-figlio divenne sempre più difficile. Nel 1922 questa si ammalò di cancro dell'utero e fu operata a Leopoli, dove il figlio poté vederla solo brevemente l'ultima volta.

### Gli studi

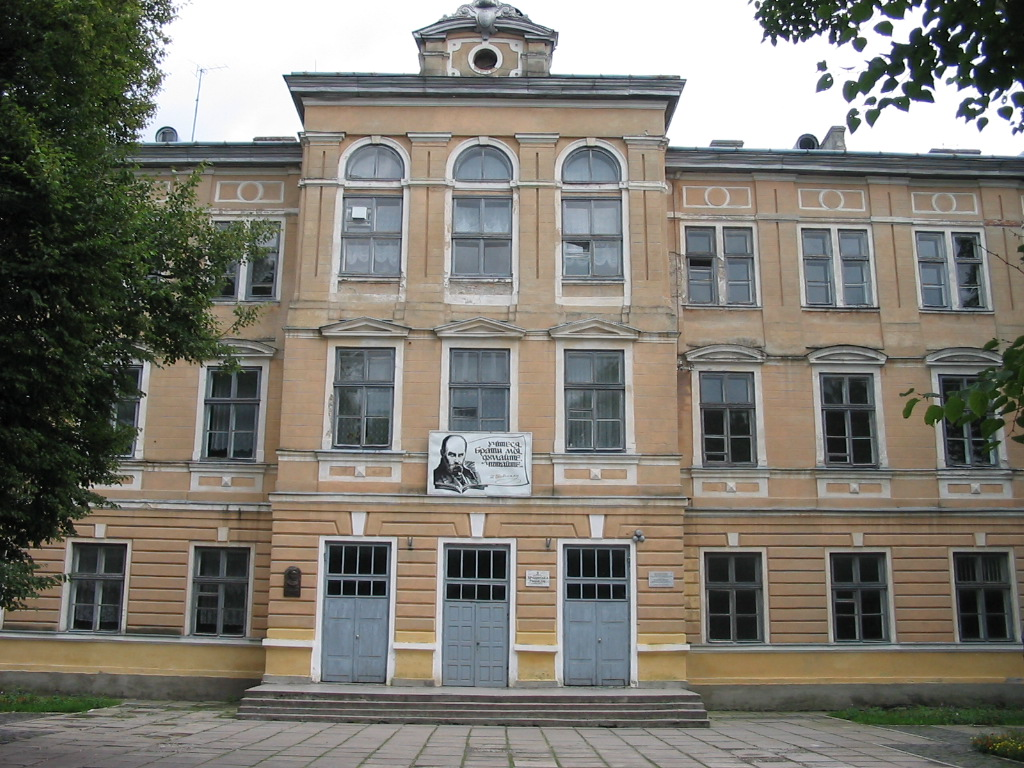
Il Ginnasio di Brody frequentato da Roth

Dal 1901, all'età di sette anni, Roth frequentò la scuola commerciale fondata a Brody da un magnate e filantropo ebreo, il barone Maurice de Hirsch. Diversamente dalle scuole ortodosse chiamate cheder, non vi si tenevano solo lezioni di religione, ma, oltre all'ebraico e allo studio della Torah, si studiavano il tedesco, il polacco e materie pratiche. Le lezioni si tenevano in tedesco.
Dal 1905 al 1913 Roth frequentò il Ginnasio Arciduca Rodolfo a Brody. Era un bravo studente, unico ebreo del suo anno e ottenne il diploma di maturità con la dicitura sub auspiciis imperatoris. Ai compagni di scuola dava l'impressione di essere riservato fino all'arroganza, un'impressione che si mantenne anche in seguito tra i suoi compagni all'Università di Vienna. Fu in questo periodo si collocano i suoi primi lavori letterari (poesie).

### Università a Leopoli e Vienna
Dopo la maturità, nel maggio 1913, Roth si trasferì a Leopoli, dove si iscrisse all'Università. Trovò alloggio presso lo zio materno Siegmund Grübel, ma presto si crearono tensioni tra il parente commerciante e l'aspirante scrittore. Per molti anni trovò un'amicizia materna in Hélène von Szajnoda-Schenk, una signora quasi sessantenne, malaticcia ma intellettualmente vivace e molto colta, che aveva affittato un appartamento nella casa dello zio. Roth strinse anche amicizia con le cugine Resia e Paula.
A Leopoli vi erano acute tensioni, non solo tra le varie nazionalità (all'università ci furono scontri tra studenti polacchi e ruteni), ma anche all'interno del mondo ebraico fra chassidismo, haskalah ("illuminismo ebraico") e il movimento sionista che stava diventando sempre più forte. A Brody l'anno di Roth era stato l'ultimo con lezioni in tedesco e all'Università di Leopoli dal 1871 il polacco era la lingua d'insegnamento. Questa può essere la ragione per cui Roth che vedeva la sua patria letteraria nella letteratura tedesca, decise di lasciare Leopoli e di iscriversi per il semestre estivo 1914 all'Università di Vienna. Non è ben chiaro che cosa abbia studiato a Leopoli; in ogni caso già nell'autunno 1913 aveva trascorso qualche tempo a Vienna, dove prese parte all'XI Congresso Sionista (2-9 settembre).
Dopo qualche mese in una piccola stanza a Leopoldstadt, si trasferì in un appartamentino insieme a sua madre, che era fuggita a Vienna prima dei disordini dell'inizio della guerra; in seguito li raggiunse la zia Rebekka. Nei primi tempi vissero in condizioni davvero misere: Roth non aveva redditi, sua madre percepiva un piccolo sussidio per i profughi e durante l'occupazione russa della Galizia gli aiuti dello zio Siegmund potevano arrivare solo sporadicamente.
Tuttavia egli si mostrava ottimista e cominciò con slancio lo studio della letteratura tedesca. Sostenne gli esami con ottimi risultati e si fece apprezzare dai professori. In seguito giudicò in modo negativo studenti e compagni di università.
Presto la sua condizione materiale migliorò, grazie a borse di studio e a qualche incarico come insegnante privato.

### La prima guerra mondiale
Per Roth la prima guerra mondiale fu un'esperienza traumatica, soprattutto per il conseguente crollo dell'Impero austro-ungarico. Diversamente dai più, all'inizio assunse una posizione pacifista, ma col tempo, dato che era stato valutato inabile al servizio militare, la sua posizione gli apparve vergognosa:

Als der Krieg ausbrach, verlor ich meine Lektionen, allmählich, der Reihe nach. Die Rechtsanwälte rückten ein, die Frauen wurden übelgelaunt, patriotisch, zeigten eine deutliche Vorliebe für Verwundete. Ich meldete mich endlich freiwillig zum 21. Jägerbataillon. (Quando scoppiò la guerra, trascurai le mie lezioni, gradualmente, una dopo l'altra. Gli avvocati si arruolavano, le donne diventavano di cattivo umore, patriottiche, mostravano una chiara predilezione per i feriti. Alla fine mi arruolai volontario nel 21º battaglione di fanteria).
Il 31 maggio 1916 si arruolò e il 28 agosto iniziò l'addestramento come volontario per un anno. Il 21 novembre morì l'imperatore Francesco Giuseppe. Roth fece parte del cordone di soldati lungo il percorso del corteo funebre:

Die Erschütterung, die aus der Erkenntnis kam, daß ein historischer Tag eben verging, begegnete die zwiespältige Trauer um den Untergang eines Vaterlandes, das selbst zur Opposition seine Söhne erzogen hatte. (Lo choc derivante dalla consapevolezza che una giornata storica era appena trascorsa incontrò la tristezza conflittuale per il tramonto di una patria che aveva essa stessa educato i suoi figli all'opposizione).
Interpretò la morte dell'imperatore ottantaseienne come la metafora del tramonto dell'impero asburgico, tema principale di almeno due sue opere: La marcia di Radetzky e La cripta dei cappuccini.
Invece di prendere servizio con i suoi commilitoni nel 21º Reggimento di fanteria, Roth fu mandato alla 32ª divisione in Galizia. Dal 1917 fino alla fine della guerra, fu assegnato al servizio stampa nella zona di Leopoli.
Dopo il conflitto dovette interrompere gli studi universitari per procurarsi di che vivere. A Vienna trovò dapprima un alloggio presso Leopold Weiss, cognato di suo zio Norbert Grübel, poi per breve tempo andò a Brody, restando coinvolto nel ritorno negli scontri tra militari polacchi, cecoslovacchi e ucraini.
Durante il servizio militare aveva cominciato a scrivere per i giornali Der Abend e Der Friede e suoi testi in poesia e in prosa erano apparsi nella rivista Österreichs Illustrierte Zeitung. Dal mese di aprile 1919 divenne redattore del giornale Der Neue Tag, al quale collaboravano anche Alfred Polgar, Anton Kuh ed Egon Erwin Kisch.

### Giornalismo a Vienna e Berlino
Alla fine di aprile del 1920 il Neue Tag sospese le pubblicazioni e Roth si trasferì a Berlino, dove ebbe difficoltà con il permesso di soggiorno, poiché i suoi documenti austriaci erano poco chiari e volutamente errati..
Presto comparvero suoi articoli in diversi giornali, tra cui la Neue Berliner Zeitung; dal gennaio 1921 lavorò principalmente per il Berliner Börsen-Courier.
Dal gennaio 1923 lavorò per alcuni anni come corrispondente culturale per il prestigioso giornale Frankfurter Zeitung. L'inflazione in Germania e in Austria lo indusse a spostarsi spesso tra Berlino e Vienna; scrisse, oltre che per la FZ, anche per la Wiener Sonn- und Montags-Zeitung, la Neue 8- Uhr-Blatt di Vienna, il Der Tag di Vienna, il Prager Tagblatt, nonché per Pester Lloyd di lingua tedesca a Budapest. Il suo primo romanzo (La tela di ragno) fu pubblicato a puntate a Vienna sull'Arbeiter-Zeitung, ma rimase incompiuto.

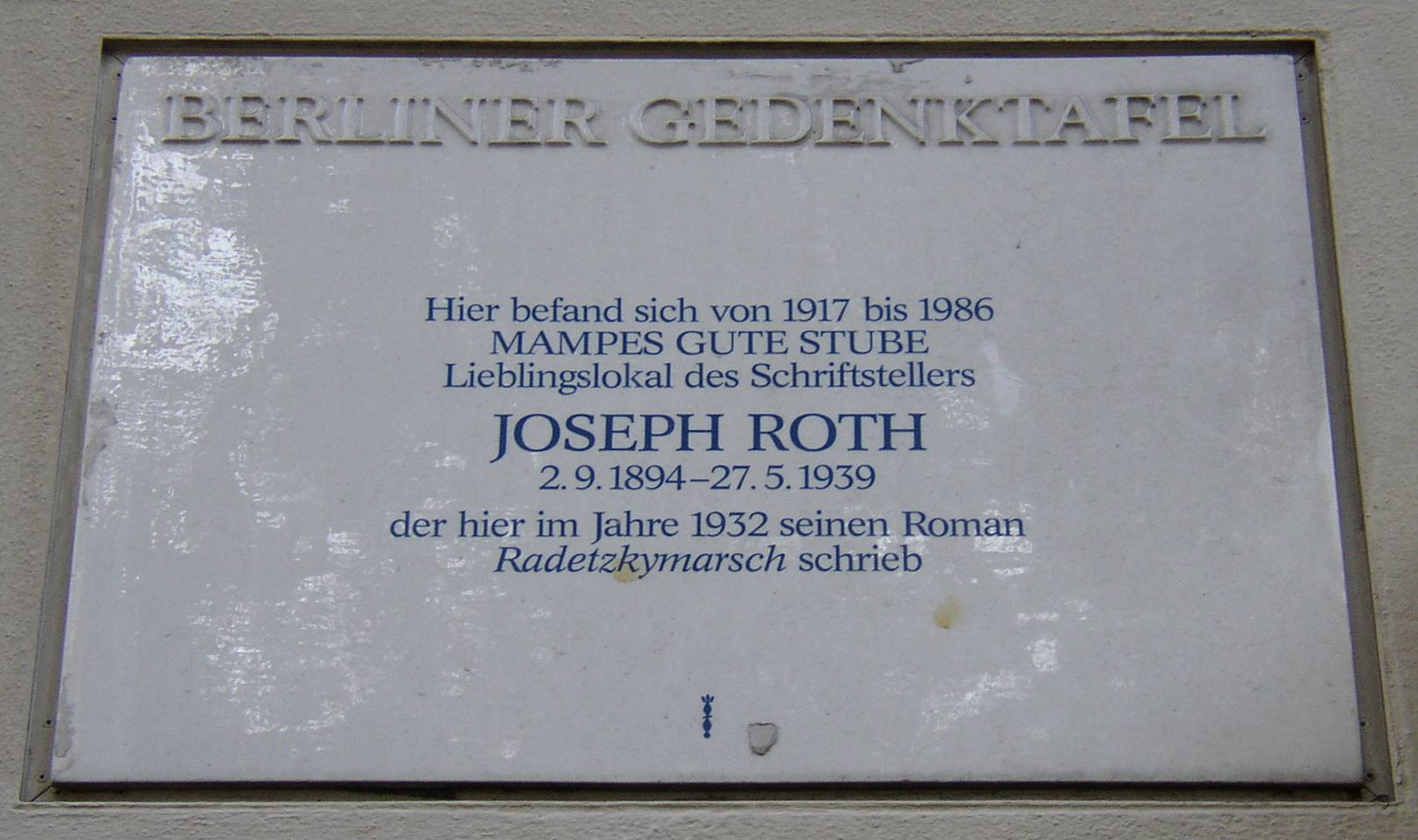
Lapide commemorativa a Berlino-Charlottenburg (Kurfürstendamm 15)

Il rapporto con la Frankfurter Zeitung ed il responsabile della redazione culturale non fu senza attriti, ma quando Roth nel maggio del 1925 decise di andarsene a Parigi, ne divenne il corrispondente. Deluso dalla città, gli fu chiesto di scrivere una serie di reportage. Visitò l'Unione Sovietica (settembre-dicembre 1926), l'Albania e la Jugoslavia (maggio-giugno 1927), la Saargebiet (autunno 1927), la Polonia (maggio-luglio 1928) e l'Italia (ottobre-novembre 1928).

### Il matrimonio e le relazioni
Il 5 marzo 1922 Roth sposò a Vienna Friederike (Friedl) Reichler, conosciuta tre anni prima. Pur essendo una donna intelligente, non era adatta alla vita irrequieta e mondana al fianco di un giornalista di successo che viaggiava di frequente. Inoltte Roth si mostrò una gelosia quasi patologica.
Dal 1926 erano apparsi in Friedl i primi segni di una malattia mentale, che nel 1928 divenne evidente. Friedl dapprima fu ricoverata in casa di cura, poi, con l'assistenza di un'infermiera, si stabilì per un certo tempo da un amico di Roth. La malattia provocò nello scrittore una profonda crisi. Sperava in un miracolo, si incolpava della malattia e fu in questo periodo che cominciò a bere, soprattutto Pernod e la situazione finanziaria iniziò a peggiorare.
La sistemazione di Friedl presso i genitori non portò alcun miglioramento e, poiché la malattia si trasformò in una grave apatia, fu ricoverata dal 1930 in diverse cliniche a Vienna. Nel 1935 i suoi genitori si trasferirono in Palestina e Roth chiese il divorzio. Nel 1940 Friedl Roth fu mandata a Linz, ma non c'è traccia del suo arrivo e probabilmente fu vittima del programma di eutanasia dei nazisti. L'atto di morte porta come data il 15 luglio 1940.
Roth si liberò relativamente in fretta dal malessere  provocatogli da quella situazione. Conobbe diverse donne con le quali ebbe relazioni di varia durata. Dapprima, per pochi mesi, l'attrice Sybil Rares; poi, per sei anni dal 1929, Andrea Manga Bell, di Amburgo, sposata infelicemente con Alexandre Douala Manga Bell, il "principe di Douala e Bonanyo" del Camerun, un tempo colonia tedesca. Ella manteneva i suoi figli con il lavoro di redattrice e Roth fu affascinato dalla sua autonomia e dalle origini esotiche (era figlia di una cubana di colore). Ben presto andarono a vivere insieme con i due bambini, ma col tempo si crearono attriti per i persistenti problemi finanziari, che Roth attribuiva alla famiglia di Andrea, ma la ragione più probabile della rottura fu la patologica gelosia di Roth.
All'inizio di luglio del 1936 fu invitato da Stefan Zweig a Ostenda, dove incontrò la scrittrice Irmgard Keun. Si misero assieme e convissero a Parigi dal 1936 al 1938. Entrambi bevevano molto; ma anche questa relazione finì, secondo la Keun, per la gelosia di Roth.

### L'emigrazione
Il 30 gennaio 1933, il giorno in cui Hitler divenne cancelliere del Reich, Roth lasciò la Germania. In una lettera a Stefan Zweig mostrò una sorprendente chiarezza di vedute ed un assoluto rifiuto del nazismo:
Inzwischen wird es Ihnen klar sein, daß wir großen Katastrophen zutreiben. Abgesehen von den privaten – unsere literarische und materielle Existenz ist ja vernichtet – führt das Ganze zum neuen Krieg. Ich gebe keinen Heller mehr für unser Leben. Es ist gelungen, die Barbarei regieren zu lassen. Machen Sie sich keine Illusionen. Die Hölle regiert. (Intanto le sarà chiaro che ci avviciniamo a grandi catastrofi. A parte quelle private - la nostra esistenza letteraria e materiale è annientata - tutto porta a una nuova guerra. Io non do più un soldo per la nostra vita. Si è riusciti a far governare la barbarie. Non si illuda. L'Inferno comanda).
Sempre nel 1933, scrisse ancora a Stefan Zweig:  La Germania è morta. È stata solo un sogno, apra gli occhi, la prego!.
Il suo impegno contro l'ideologia nazionalista si spiega con il suo utopistico progetto che mirava al ritorno degli Asburgo a Vienna e anche con la sua critica al sionismo.
In un articolo apparso il 6 luglio 1934 dal titolo Das Dritte Reich, die Filiale der Hölle auf Erden così definisce la Germania:
Nessun corrispondente è in grado di descrivere un paese in cui, per la prima volta dalla creazione del mondo, sono in azione non soltanto anomalie fisiche, bensì anche metafisiche: mostruosi aborti infernali: storpi che corrono, [...] diavoli che si mordono la coda. È il settimo girone dell'inferno, la cui filiale sulla terra ha il titolo di Terzo Reich.
Presto anche i suoi libri furono dati alle fiamme e Roth ritornò a Parigi. Negli anni seguenti fece diversi viaggi, anche di alcuni mesi, nei Paesi Bassi, in Austria e in Polonia. Il viaggio in Polonia lo fece nel 1937 per tenere una serie di conferenze su invito del PEN club polacco. Nell'occasione fece una puntata a Leopoli, per visitare dei parenti. Dal mese di giugno 1934 al 1935 Roth, come molti altri emigranti, si trattenne sulla Costa Azzurra. Aveva affittato una casa a Nizza insieme ad Andrea Manga Bell, con Hermann Kesten e Heinrich Mann.
Diversamente da quanto accadde a molti altri scrittori emigrati, non solo rimase attivo, ma ebbe anche la possibilità di pubblicare le sue opere, soprattutto nei Paesi Bassi.

### Gli ultimi anni

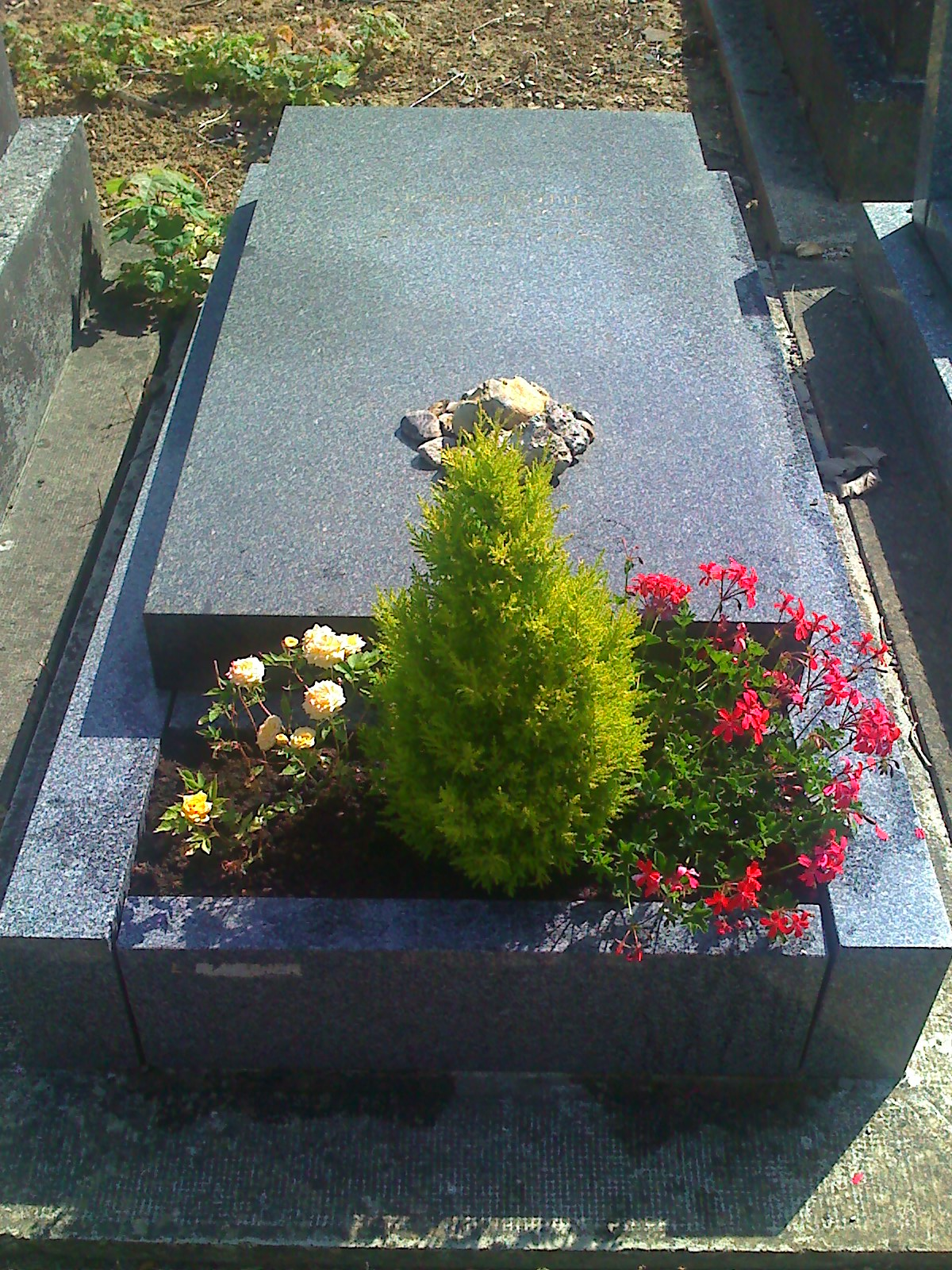
La tomba di Joseph Roth nel cimitero parigino di Thiais

Negli ultimi anni la salute e la situazione economica peggiorarono e nel 1937 dovette lasciare l'Hotel Foyot, dove aveva vissuto per dieci anni, perché pericolante.
Il 23 maggio 1939 fu trasferito all'Ospedale Necker (l'ospizio dei poveri), dopo uno svenimento al "Café Tournon" (presumibilmente in seguito alla notizia del suicidio di Ernst Toller). Il 27 maggio, abbandonato nelle mani di infermieri e medici negligenti, morì per una polmonite bilaterale non diagnosticata tempestivamente. L'esito fatale della malattia fu favorito da una crisi di delirium tremens.
Il 30 maggio non fu sepolto nel cimitero di Montmartre, come avrebbe desiderato, ma nel più periferico cimitero parigino di Thiais, a sud di Parigi. Su desiderio dell'unica lontana parente, Pauline Kulka, il funerale avvenne con un rito "cattolico annacquato", poiché non si poté trovare un certificato di battesimo di Roth. Durante il funerale si giunse quasi a uno scontro fra i gruppi molto eterogenei dei partecipanti: legittimisti austriaci, comunisti, ebrei ortodossi, preti cattolici, reclamavano il morto come proprio. Alla cerimonia partecipò anche Otto di Asburgo, che inviò il conte Franz Trautmannsdorff, il quale, gettando una zolla di
terra sulla tomba esclamò: Al fedele combattente della monarchia in nome di Sua Maestà Otto di Asburgo.
La tomba è nella sezione cattolica del cimitero. L'iscrizione su una rozza lastra di cemento diceva: Joseph Roth poète Autrichien MORT A PARIS EN EXIL 2.9.1894-27.5.1939, ma nel 1970 il Ministero dell'Istruzione austriaco la sostituì con una lapide, con scritta in oro, che indica il nome e la qualifica di Ecrivain Autrichien, sbagliando però la data di nascita (da 2.9 a 26.9).
Oggi a Brody una piccola lapide in ucraino e in tedesco ricorda il grande figlio della città.

## L'opera

### Classificazione
Risulta difficile attribuire le opere di Roth a un orientamento certo o a un raggruppamento definito della letteratura contemporanea. Al massimo lo si collega con l'orientamento della "Nuova oggettività" (Neue Sachlichkeit), e questa attribuzione potrebbe anche essere adeguata per i primi romanzi. Flucht ohne Ende (Fuga senza fine) non solo ha il sottotitolo Ein Bericht (Un resoconto); nella prefazione l'autore afferma:
Ich habe nichts erfunden, nichts komponiert. Es handelt sich nicht mehr darum, zu „dichten“. Das wichtigste ist das Beobachtete. (Io non ho scoperto nulla, inventato nulla. Non si tratta più di "scrivere". La cosa più importante è ciò che viene osservato).
D'altronde è sempre Roth che in Schluß mit der „Neuen Sachlichkeit“ critica da un punto di vista giornalistico la mancanza di forma di una letteratura che vuole limitarsi ai "nudi fatti", mentre egli mette a confronto la "testimonianza" col "resoconto".

Das Faktum und das Detail sind der Inhalt der Zeugenaussage. Sie sind das Rohmaterial des Berichts. Das Ereignis „wiederzugeben“, vermag erst der geformte, also künstlerische Ausdruck, in dem das Rohmaterial enthalten ist wie Erz im Stahl, wie Quecksilber im Spiegel. (Il fatto e il particolare sono il contenuto della testimonianza. Essi sono la "materia grezza" del resoconto. Riesce a "riportare" l'avvenimento prima di tutto l'espressione formata, quindi artistica, in cui la materia grezza è contenuta come il metallo nell'acciaio o il mercurio nello specchio).
Rinfaccia alla "Nuova oggettività" di condizionare l'atteggiamento del lettore ingenuo:
Der primitive Leser will entweder ganz in der Wirklichkeit bleiben oder ganz aus ihr fliehen. (Il lettore semplice o resterà del tutto nella realtà o ne fuggirà del tutto).
Roth, da giornalista, conosce il lavoro che forma un resoconto da singole dichiarazioni; e da scrittore sa:
… erst das „Kunstwerk“ist „echt wie das Leben“. (l'opera d'arte è proprio come la vita).
Ha un valore veramente di manifesto programmatico per la sua opera la frase:
Der Erzähler ist ein Beobachter und ein Sachverständiger. Sein Werk ist niemals von der Realität gelöst, sondern in Wahrheit (durch das Mittel der Sprache) umgewandelte Realität. (Il narratore è un osservatore e un esperto. Il suo lavoro non è mai staccato dalla realtà, bensì è realtà trasformata in verità per mezzo del linguaggio).
Roth rappresentò qui anche la posizione degli "artigiani" del giornalismo. Era conosciuto dai contemporanei in primo luogo come giornalista, e lavori giornalistici compongono più di metà della sua opera. L'appartenenza di Roth alla "Nuova oggettività" - che era una reazione alla letteratura espressionistica dell'epoca di Weimar - spinge forse anche ad affermare che Roth non fu espressionista. Egli non prese parte alla sperimentazione linguistica dell'Espressionismo, anzi nei mezzi linguistici (padroneggiati con maestria) rimase tradizionale.

### Mitomania o mistificazione
"Verità" e "giustizia" sono, in quanto attributi divini, concetti centrali della cultura ebraica. Roth si sentiva profondamente legato a questi valori. Roth viene considerato "fanatico della verità", perciò ci si irrita di fronte al Roth "mitomane" e "mistificatore".

Per esempio, egli raccontò delle durezze patite in prigionia, finché Egon Erwin Kisch con ricerche approfondite dimostrò che Roth non è mai stato prigioniero. Il personaggio di Franz Tunda in Fuga senza fine era stato in prigionia e Roth si era fuso col suo personaggio. Roth disse:

Es kommt nicht auf die Wirklichkeit an, sondern auf die innere Wahrheit. (Non conta la realtà, bensì la verità profonda).
La "verità profonda" della sua autopresentazione si scontrò molte volte con la realtà:
- Non nacque nell'ungherese Svevia, ma nella galiziana Brody. Su suo padre raccontò numerose leggende: che era un ufficiale austriaco, un conte polacco, un fabbricante viennese di munizioni.
- Roth non fu un ufficiale austriaco, bensì un volontario annuale. Dopo la fine della guerra si trasformò in un allievo ufficiale, poi in un tenente. Al suo ambiente (anche di ex ufficiali austriaci) il suo modo di presentarsi sembrava assolutamente convincente.[20]
- Non era cattolico. Naturalmente a un ufficiale austriaco si addice il cattolicesimo. In realtà al suo funerale non si poté trovare alcuna attestazione di un'avvenuta conversione. Roth si era presentato a volte come ebreo, a volte come cattolico.

A questo punto dovrebbe essere notato, che non è stato provato alcun caso in cui Roth abbia tratto vantaggi personali (forse anche materiali) dalle sue mistificazioni. Molte volte fu riconosciuto come più generoso di quanto i suoi stessi mezzi potessero consentirgli e pronto ad aiutare chi si trovava in difficoltà. Pure, la trasformazione poetica della biografia di Roth ha provocato una certa irritazione non solo negli amici e conoscenti, ma anche nei biografi dello scrittore.

### "Joseph il rosso" e il legittimista austriaco
Generalmente si rileva nel 1925/26 una trasformazione di Roth da socialista a monarchico. Come prova che fino a quel momento Roth fosse uno scrittore "socialista" o almeno "di sinistra" servono i suoi articoli di critica sociale degli anni precedenti. È comunque evidente che una disfunzione sociale non è per lui il punto di partenza per costruzioni teoriche o la prova di una teoria già formulata; Roth rimane nel concreto e si dimostra osservatore molto preciso.
Il fatto che alcuni articoli di Roth furono pubblicati nel giornale socialdemocratico «Vorwärts» con lo pseudonimo "Joseph il rosso"“ non fonda necessariamente una caratterizzazione del primo Roth come socialista.
Anche la sua appartenenza al "Gruppo 1925", un'associazione di scrittori di sinistra, non è una vera prova: Roth appare come firmatario delle risoluzioni del gruppo, ma non prese parte agli incontri.
Quanto a Roth "monarchico": nei primi lavori giornalistici Roth si era mostrato apertamente critico verso la monarchia. Questa posizione si trasformò in un'idealizzazione della monarchia asburgica, che certo non disconosceva né ignorava gli errori e le mancanze dello Stato austriaco realmente (non più) esistente, ma dipingeva in una trasfigurazione romantica l'utopia di un'Austria come sarebbe potuta o dovuta essere. Roth non era l'unico rappresentante di questa specifica nostalgia dell'Austria imperial-regia (k.u.k.): da Fritz von Herzmanovsky-Orlando ("Tarockanien") a Robert Musil ("Kakanien") alcuni scrittori lavorarono a trasferire l'Austria nel campo del mito e dell'utopia.
Per Roth questo cambiò con l'avanzare del Nazionalsocialismo. Egli vide nella monarchia e nella chiesa cattolica le uniche forze, a suo giudizio, capaci di opporre resistenza sufficiente alla "peste bruna",
qualora potessero decidersi a questo. Di conseguenza, non solo rafforzò la propria autorappresentazione come ufficiale austriaco (naturalmente cattolico), bensì appoggiò concretamente la causa dei monarchici con articoli e attività politica.
Negli ultimi anni cercò un contatto con circoli legittimisti intorno al pretendente al trono Otto d'Asburgo e per suo incarico il 24 febbraio 1938 (pochi giorni prima dell'Anschluss) andò a Vienna con lo scopo di persuadere il cancelliere austriaco Kurt Schuschnigg a dimettersi in favore di Otto d'Asburgo. Il progetto forse non era così illusorio come appare a posteriori; in ogni caso Roth non ebbe successo: non riuscì a parlare con Schuschnigg e il ministro di Polizia di Vienna gli consigliò di tornare subito a Parigi.

### Patria e perdita della patria
In questi anni appaiono anche quelle opere di Roth al centro delle quali si trova il tramonto dell'Austria come metafora per la perdita della patria. A questo gruppo appartengono i grandi romanzi Radetzkymarsch (La marcia di Radetzy) (1932) e (collegato narrativamente a questo) Die Kapuzinergruft (La cripta dei cappuccini) (1938), così come il racconto Die Büste des Kaisers (Il busto dell'Imperatore) (1934). Nella prefazione alla pubblicazione anticipata di Radetzkymarsch nel Frankfurter Zeitung, scrive:
Ein grausamer Wille der Geschichte hat mein altes Vaterland, die österreichisch-ungarische Monarchie, zertrümmert. Ich habe es geliebt, dieses Vaterland, das mir erlaubte, ein Patriot und ein Weltbürger zugleich zu sein, ein Österreicher und ein Deutscher unter allen österreichischen Völkern. Ich habe die Tugenden und die Vorzüge dieses Vaterlands geliebt, und ich liebe heute, da es verstorben und verloren ist, auch noch seine Fehler und Schwächen. Deren hatte es viele. Es hat sie durch seinen Tod gebüßt. Es ist fast unmittelbar aus der Operettenvorstellung in das schaurige Theater des Weltkriegs gegangen. (Una crudele volontà della storia ha frantumato la mia vecchia patria, la monarchia austro-ungarica. Io l'ho amata, questa patria, che mi ha permesso di essere contemporaneamente un patriota e un cittadino del mondo, un austriaco e un tedesco fra tutti i popoli austriaci. Ho amato le virtù e i pregi di questa patria, e amo oggi, che è morta e perduta, anche i suoi errori e le sue debolezze. Ne aveva molti. Li ha espiati con la sua morte. È passata quasi immediatamente da una rappresentazione da operetta all'orrendo teatro della guerra mondiale).
In una lettera scritta a Stefan Zweig il 6 aprile 1933 dall'Hotel Foyot a Parigi, una delle sue residenze abituali, scrive: [...] Io sono un anziano ufficiale austriaco. Amo l'Austria. Ritengo vile non dire oggi che è venuto il tempo di provare nostalgia per gli Asburgo. Voglio riavere la monarchia, e voglio dirlo.
Il tramonto dell'Austria come perdita della patria e la sua elaborazione da parte di Roth richiama l'attenzione sulla precoce perdita del padre. Questo sentimento di perdita e sradicamento viene visto però anche in altro modo, cioè come senso della vita degli Ebrei galiziani e degli Ebrei in genere, per esempio nel saggio Juden auf Wanderschaft (Ebrei erranti).
Roth, molto vicino alla fine, ha trasformato in direzione cattolica la nostalgia di un ritorno alla sicurezza (anche religiosa) della cultura ebraica dello "Shtetl" nella Legende vom Heiligen Trinker (La leggenda del santo bevitore), dove per miracolo e grazia divina il senzatetto ubriacone Andreas Kartak trova nella morte liberazione e ritorno a casa.
Intervenendo nella polemica tra Klaus Mann e Benn, parlando di sé dice: Forse è consentito affermare che chi scrive queste righe è un "reazionario", nient'affatto un seguace della " concezione razionalista" degli eventi storici e meno che mai un "marxista"
Come opere espressamente ebraiche o meglio prevalentemente interessate a tematiche ebraiche si possono considerare il racconto Der Leviathan (Il Leviatano) e il romanzo Hiob (Giobbe).

## Roth e l'Italia
La ricezione di Roth ha subìto in Italia un itinerario paradossale: se i suoi romanzi apparvero già negli anni Trenta a breve distanza dall'edizione in lingua originale, altre opere apparvero, ma senza successo, nel secondo Dopoguerra e verso la metà degli anni Sessanta. Ancora nel 1964, nella presentazione della Milleduesima notte, edita da Vallecchi per iniziativa di Oreste Del Buono, si parlava di Roth come autore poco noto ai lettori italiani.
Solo dopo il celebre saggio di Claudio Magris Lontano da dove: Joseph Roth e la tradizione ebraico-orientale (Einaudi, 1971), e con la pubblicazione per l'editore Adelphi della Cripta dei Cappuccini nel 1974, che suscitò l'apprezzamento di una nuova generazione di lettori italiani, Roth conquistò finalmente un vasto pubblico e dignità tra i critici letterari.
Dal suo soggiorno in Italia nell'ottobre - novembre 1928, dove viene inviato dal quotidiano Frankfurter Zeitung per raccontare a lettori tedeschi il Paese di Mussolini, trasse quattro articoli: Incontro con la dittatura, Dittatura in vetrina, La polizia onnipotente, Il sindacato dei giornalisti. Gli articoli sono stati raccolti ne La quarta Italia, uscito nel 1995 (riediti nel 2013 per i tipi di Castelvecchi).

## Opere

### Romanzi
- 1923 - La tela di ragno (Das Spinnennetz), pubblicato a puntate su Arbeiter-Zeitung, Vienna; in volume, postumo, 1967.
- 1924 - Hotel Savoy, romanzo breve
- 1924 - La ribellione (Die Rebellion)
- 1925 - Lo specchio cieco. Piccolo romanzo (Der blinde Spiegel. Ein kleiner Roman, Berlino, J.H.W. Dietz), in Il mercante di coralli, Milano, Adelphi, 1981
- 1927 - Fuga senza fine (Die Flucht ohne Ende)
- 1928 - Zipper e suo padre (Zipper und sein Vater)
- 1929 - Destra e sinistra (Rechts und links)
- 1929 - Il profeta muto (Der stumme Prophet)
- 1930 - Giobbe. Romanzo di un uomo semplice (Hiob. Roman eines einfachen Mannes)
- 1932 - La marcia di Radetzky (Radetzkymarsch)
- 1934 - Tarabas, un ospite sulla terra (Tarabas. Ein Gast auf dieser Erde)
- 1935 - I cento giorni (Die hundert Tage, Amsterdam, Allert de Lange)
- 1936 - Confessione di un assassino (Beichte eines Mörders, erzählt in einer Nacht)
- 1937 - Il peso falso (Das falsche Gewicht. Die Geschichte eines Eichmeisters)
- 1938 - La cripta dei cappuccini (Die Kapuzinergruft)
- 1939 - La milleduesima notte (Die Geschichte von der 1002. Nacht)

### Racconti
- L'alunno modello (Der Vorzugsschüler), in Oesterreiches Illustrierte Zeitung, Vienna, 1916, in Il mercante di coralli, Milano, Adelphi, 1981
- Barbara, in Österreichs Illustrierte Zeitung del 14 aprile 1918, Wien
- Aprile. Storia di un amore (April. Die Geschichte einer Liebe, J.H.W. Dietz, Berlino, 1925), in Il mercante di coralli, Milano, Adelphi, 1981
- Perlefter. Storia di un cittadino (Perlefter. Die Geschichte eines Bürgers, 1928-30 circa)
- Fragole (Erdbeeren: und andere Fragmente aus dem Nachlass, gennaio 1929)
- Il capostazione Fallmerayer (Stationschef Fallmerayer), in Novellen Deutscher Dichter der Gegenwart (Racconti di scrittori tedeschi contemporanei), antologia, Amsterdam, Allert de Lange, 1933; in Il mercante di coralli, Adelphi, Milano, 1981
- Trionfo della bellezza (Triumph der Schönheit), in trad. francese in Nouvelles Littéraires, 1934, poi in tedesco in Pariser Tageblatt, 1935, in Il mercante di coralli, Milano, Adelphi, 1981
- Il busto dell'Imperatore (Die Büste des Kaisers), in trad. francese in Nouvelles Littéraires, 1934, poi in tedesco in Pariser Tageblatt, 1935, in Il mercante di coralli, Milano, Adelphi, 1981
- La leggenda del santo bevitore (Die Legende vom heiligen Trinker, 1939), postumo, Amsterdam, Allert de Lange, 1939; Milano, Adelphi, 1975, in Il mercante di coralli, Adelphi, Milano, 1981
- Il mercante di coralli (Der Korallenhaendler), parzialmente in Das Neue Tage-Buch, 1934; postumo, Il Leviatano (Der Leviathan), Amsterdam, Querido Verlag, 1940; in Il mercante di coralli, Milano, Adelphi, 1981.
- Il secondo amore. Storie e figure, trad. di Gabriella de’ Grandi, Milano, Adelphi, 2011, ISBN 978-88-459-2558-0. [racconti scritti tra il 1919 e 1939]

### Articoli, reportage giornalistici, feuilletton
- Viaggio in Albania (Reise nach Albanien), in Frankfurter Zeitung, 1927; Bagno a Ripoli, Passigli Editore, 2014, ISBN 978-88-36-81415-2.
- Lettere dalla Germania (Briefe aus Deutschland, 1927-1928), in Frankfurter Zeitung, reportages a firma Cuneus, pubblicati in Fazit. Ein Querschnitt durch die deutsche Publizistik (Bilancio. Una rassegna della pubblicistica tedesca), Amburgo, Gebrueder Enoch, 1929.
- Lettere dalla Polonia (Briefe aus Polen, 1928), reportages per la Frankfurter Zeitung.
- La quarta Italia (Das vierte Italien, 1928), quattro articoli in Frankfurter Zeitung (in parte censurati), trad. integrale e cura di Susi Aigner, Faenza, Mobydick, 1995, ISBN 978-88-851-2282-6; Roma, Castelvecchi, 2013.
- Viaggio in Russia (Reise in Russland) – reportage da inviato nella Russia comunista tra il 1926 e 1927, apparsi sulla Frankfurter Zeitung coi titoli Reise in Russland e Russische Reise - traduzione di Andrea Casalegno, Adelphi, Milano, 1981, ISBN 978-88-45-90470-7.
- Collezione di curiosità. Figure e scene (Panoptikum. Gestalten und Kulissen, 1930), Monaco di Baviera, Knorr & Hirth; Museo delle cere. Figure e sfondi, trad. di Linda Russino, Milano, Adelphi, 1995, ISBN 978-88-459-1180-4.
- Unter dem Bülowbogen. Prosa zur Zeit, ac ura di Rainer-Joachim Siegel, Köln, Kiepenheuer & Witsch, 1994.
- E la domestica?... giù dalle scale, trad. di Matilde De Pasquale, Collana Il ponte di corda, Roma, Edizioni Empiria, 1995, ISBN 978-88-853-0329-4. [raccolta di feuilletton usciti fra 1919-1939]
- Il Caffè dell'Undicesima Musa. Un'antologia viennese (Kaffeehausfrühling. Ein Wien-Lesebuch, 2001) - articoli sul giornale Der Neue Tag tra il 1919 e 1920 - traduzione di R. Carpinella Guarneri e R. Cazzola, a cura di Helmut Peschina, Milano, Adelphi, 2005, ISBN 978-88-45-91962-6.
- A passeggio per Berlino, Bagno a Ripoli, Passigli Editore, 2012, ISBN 978-88-36-81328-5.
- Nella Francia meridionale (Im mittaeglichen Frankreich, 1925), resoconti di viaggio sulla Frankfurter Zeitung come corrispondente da Parigi.
- Le città bianche (Die weissen Staedte, 1925) - resoconti di viaggio sulla Frankfurter Allgemaine Zeitung come corrispondente da Parigi - trad. di Fabrizio Rondolino, Milano, Adelphi, Collana Piccola Biblioteca, 1987, ISBN 978-88-45-90232-1; anche in Al Bistrot dopo mezzanotte, Milano, Adelphi, 2009.
- Al bistrot dopo mezzanotte. Un'antologia francese (Im Bistro nach Mitternacht. Ein Frankreich-Lesebuch, 1999), a cura di Katharina Ochse, Collana Biblioteca, Adelphi, Milano, 2009, ISBN 978-88-45-92401-9
- Diario in giallo-nero (Schwarz-Gelbes-Tagebuch, 1939), articoli in Die Oesterreichische Post, Parigi.
- Autodafé dello spirito, a cura di Susi Aigner, traduzione di S. Aigner, Roma, Castelvecchi, 2013, ISBN 978-88-682-6080-4.
- L'avventuriera di Montecarlo. Scritti sul cinema (1919-1935), a cura di Leonardo Quaresima, traduzione di L. Quaresima e Roberto Cazzola, Milano, Adelphi, 2015, ISBN 978-88-459-2974-8.
- „Ich zeichne das Gesicht der Zeit“. Essays – Reportagen – Feuilletons, a cura e con il commento di Helmuth Nürnberger, Göttingen, Wallstein Verlag, 2010, ISBN 978-3-8353-0585-4.
- Heimweh nach Prag. Feuilletons – Glossen – Reportagen für das Prager Tagblatt, a cura di Helmuth Nürnberger, Göttingen, Wallstein Verlag, 2012, ISBN 978-3-8353-1168-8.
- Drei Sensationen und zwei Katastrophen. Feuilletons zur Welt des Kinos, a cura e con il commento di Helmut Peschina e Rainer-Joachim Siegel, Göttingen, Wallstein Verlag, 2014, ISBN 978-3-8353-1382-8.
- Nacht und Hoffnungslichter. Feuilletons aus Berlin und Wien, a cura di Alexander Kluy, Wien, Edition Atelier, 2014, ISBN 978-3-902498-98-4
- Joseph Roth. Reisen in die Ukraine und nach Russland, a cura di Jan Bürger, München, C. H. Beck, 2015, ISBN 978-3-406-67545-4.
- Rot und Weiß : Wanderer zwischen Städten, mit einem Nachwort von Volker Breidecker, Berlin, AB – Die Andere Bibliothek, 2022, ISBN 978-3-8477-0446-1.

### Saggi
- Ebrei erranti (Juden auf Wanderschaft. Essay), Berlino, Die Schmiede, 1927; Milano, Adelphi, 1985
- L'Anticristo (Der Antichrist. Essay, Amsterdam, Allert de Lange, 1934), trad. di Cristina Guarnieri, Introduzione di Flavia Arzeni, Roma, Editori Riuniti, 2010; nuova ed. riveduta, Prefazione di Claudio Magris, Collana Vele, Roma, Castelvecchi, 2024, ISBN 978-88-329-0885-5.

### Poesie
- Indovinello del mondo (Welträtsel), in Österreisches Illustrierte Zeitung, Vienna, 1915.
- Autunno ( Herbst), poesia in Österreisches Illustrierte Zeitung (rivista), Vienna, 1915.
- Bellezza (Schönheit), poesia in Österreisches Illustrierte Zeitung (rivista), Vienna, 1916.

### Epistolari
- Briefe 1911–1939, a cura di Hermann Kesten, Köln, Kiepenheuer & Witsch, 1970.
- Aber das Leben marschiert weiter und nimmt uns mit. Der Briefwechsel zwischen Joseph Roth und dem Verlag De Gemeenschap 1936–1939, a cura e con prefazione di Theo Bijvoet e Madeleine Rietra, Köln, Kiepenheuer & Witsch, 1991, ISBN 3-462-02101-X.
- Madeleine Rietra: „Muß man dann immer postwendend Geld senden, um überhaupt mit Ihnen verkehren zu können?“ Joseph Roth und Barthold Fles in Briefen. In: Interbellum und Exil, a cura di Sjaak Onderdelinden, Amsterdam, Rodopi, 1991. (Amsterdamer Publikationen zur Sprache und Literatur. Bd. 90.) pp. 199–224.
- „Jede Freundschaft mit mir ist verderblich“. Joseph Roth und Stefan Zweig. Briefwechsel 1927–1938, a cura di Madeleine Rietra e Rainer-Joachim Siegel, Göttingen, Wallstein Verlag, 2011, ISBN 978-3-8353-0842-8.
  - L'amicizia è la vera patria, trad. di N. Zippel, Roma, Castelvecchi, 2015; nuova ed., Castelvecchi, 2019. [trad. solo parziale della corrispondenza con Zweig]

### Traduzioni italiane
- Giobbe: Storia di un uomo semplice, traduzione e prefazione di Giovanni Necco, Milano-Roma, Treves, 1932; traduzione di Laura Terreni, Milano, Adelphi, 1977.
- La marcia di Radetzky, traduzione di Renato Poggioli, Firenze, R. Bemporad e Figlio, 1934, Milano, Adelphi, 1987
- Tarabas, un passante su questa terra, traduzione di Emma Sola, Milano-Verona, A. Mondadori, 1935, trad. di Luciano Fabbri, Milano, Adelphi, 1979
- I cento giorni, traduzione di Lavinia Mazzucchetti, Milano, Sperling & Kupfer, 1936; traduzione di Ervin Pocar, Milano, Adelphi, 1994.
- Il peso falso, traduzione di Ervino Pocar, Milano-Verona, A. Mondadori, 1946, traduzione di Luciano Foà, Milano, Adelphi, 1990.
- La milleduesima notte, traduzione di Ugo Gimmelli, Firenze, Vallecchi, 1964, Milano, Adelphi, 1977, Milano, Bompiani, 1982
- I cento giorni e altri racconti, contiene Hotel Savoy, Die Rebellion, Die hundert Tage, traduzione di Ervino Pocar, Firenze, Vallecchi, 1969.
- La cripta dei cappuccini, Milano, Adelphi, 1974; nuova traduzione di Giulio Schiavoni, Milano, Rizzoli 2013.
- La leggenda del santo bevitore, traduzione di Chiara Colli Staude, Milano, Adelphi, 1975; nuova traduzione di Giulio Schiavoni, Milano, Rizzoli, 2012.
- La tela di ragno, traduzione di Anna Rosa Azzone Zweifel, Milano, Bompiani, 1975.
- Fuga senza fine: una storia vera, traduzione di M. G. Manucci, Milano, Adelphi, 1976.
- Il profeta muto, traduzione di Laura Terreni, Milano, Adelphi, 1978, e Milano, Bompiani, 1986
- Il mercante di coralli, traduzione di Laura Terreni e Chiara Colli Staude, Milano, Adelphi, 1981.
- Viaggio in Russia, traduzione di Andrea Casalegno, Milano, Adelphi, 1981.
- Romanzi brevi (La tela di ragno, Hotel Savoy, La ribellione, Il peso falso), Milano, Adelphi, 1983; Milano, Bompiani, 1988
- Ebrei erranti (Juden auf Wanderschaft), Berlino, Die Schmiede, 1927, Milano, Adelphi, 1985
- Zipper e suo padre, traduzione di Elisabetta Dell'Anna Ciancia, Milano, Adelphi, 1986, Milano, Bompiani, 1989
- Destra e sinistra, traduzione di Elisabetta Dell'Anna Ciancia, Milano, Adelphi, 1986.
- Le città bianche, trad. Fabrizio Rondolino, Milano, Adelphi, 1987
- La ribellione, traduzione di Renata Colorni, Milano, Adelphi, 1989.
- Confessione di un assassino, traduzione di Barbara Griffini, Milano, Adelphi, 1982, Milano, Bompiani, 1987
- Museo delle cere. Figure e sfondi, traduzione di Linda Russino, Milano, Adelphi, 1995
- E la domestica?... giù dalle scale, trad. di Matilde De Pasquale, Collana Il ponte di corda, Roma, Empiria, 1995, ISBN
- Al bistrot dopo mezzanotte: un'antologia francese, a cura di Katharina Ochse, Milano, Adelphi, 2009.
- Fragole, contiene anche il racconto Perlefter. Storia di un eroe borghese, traduzione di Rosella Carpinella Guarnieri, Milano, Adelphi, 2010.
- Questa mattina è arrivata una lettera e altri racconti inediti, traduzione e note di Vittoria Schweizer, Firenze, Passigli Editori, 2012.
- A passeggio per Berlino, cura e traduzione di Vittoria Schweizer, Firenze, Passigli Editori, 2012.
- L'incantatore e altre prose, a cura di Claudia Ciardi, traduzione di Claudia Ciardi e Katharina Majer, Pistoia, Via del Vento edizioni, 2013.
- Lo sconosciuto clown di Barcellona, un inedito a cura di Claudia Ciardi e Katharina Majer, con un saggio a cura di Claudia Ciardi, Rivista «Incroci», anno XV, numero 29, gennaio-giugno 2014, pp. 6–16.
- Viaggio in Albania, Bagno a Ripoli, Passigli Editori, 2014.
- Il secondo amore. Storie e figure, trad. di Gabriella de’ Grandi, Milano, Adelphi, 2011, ISBN 978-88-459-2558-0.
- Viaggio ai confini dell'impero, Bagno a Ripoli, Passigli Editori, 2017.
- Bolle di sapone. Vagabondaggi letterari fra le due guerre, Torino, EDT, 2018.
- Le bettole di Berlino, Milano, Garzanti, 2020.

#### Raccolte complessive
- Opere 1916-1930, Introduzione di Italo Alighiero Chiusano. Apparati di Elena Giobbio Crea, Collana Classici, Milano, Bompiani, 1987, ISBN 978-88-45-20174-5, pp. XXXII-1386. [esaurito]
- Opere 1931-1939, premessa di Italo Alighiero Chiusano, apparati di Elena Giobbio Crea, Collana Classici, Milano, Bompiani, 1991, ISBN 978-88-45-21681-7, pp. CCXIX-1554. [esaurito]

## Filmografia
- Sins of Man, regia di Otto Brower e Gregory Ratoff (1936)
- Die Rebellion, regia di Wolfgang Staudte - film TV (1962)
- La marcia di Radetzky (Radetzkymarsch), regia di Michael Kehlmann - film TV (1965)
- Die Geschichte der 1002. Nacht, regia di Peter Beauvais - film TV (1969)
- Trotta, regia di Johannes Schaaf (1971)
- Il falso peso (Das falsche Gewicht), regia di Bernhard Wicki - film TV (1971)
- Stationschef Fallmerayer, regia di Walter Davy (1975)
- Hiob, regia di Michael Kehlmann - miniserie TV (1978)
- Tarabas, regia di Michael Kehlmann - film TV (1981)
- Die Flucht ohne Ende, regia di Michael Kehlmann - miniserie TV (1986)
- La leggenda del santo bevitore, regia di Ermanno Olmi (1988)
- La tela del ragno (Das Spinnennetz), regia di Bernhard Wicki (1989)
- Die Rebellion, regia di Michael Haneke - film TV (1993)
- La marcia di Radetzky (Radetzkymarsch), regia di Axel Corti - miniserie TV (1995)
- Hiob, regia di Peter Schönhofer - film TV (2009)

## Musica
- Mu[27] album musicale del cantautore Maler ispirato alla vita e alle opere dello scrittore austriaco. Il disco è parte di un progetto che comprende anche l'audiolibro "Mu (Vita di Joseph Roth)" e l'eBook "Mu Una favola grigia e altri testi". Ed. Parametri Musicali e Quondam Project, 2018.

## Hanno scritto di Roth[28]
- Gabriel Marcel: Ce qui assure à la Marche de Radetzky un rang insigne dans cette production (des livres allemandes d'après la guerre) c'est que précisement l'auter est essentiellement un artiste. Notons tout de suite qu'il est Austrichien, et que sa mère était une juive russe. (In una recensione per L'Europe nouvelle 1934), p. 18
- Helmuth Nürnberger: La narrativa tedesca di Roth si colloca in gran parte nei territori dell'Europa centro-orientale, etnicamente e culturalmente non tedeschi. (In Die Welt des J. R., in Schwere), p. 19
- Pierre Bertaux: in un articolo a Bronsen, riportato nella Biografia a p. 271 dice: Je crois que son catholicisme était une position politique. Je suis convaincu qu'il n'avait aucune foi en lui.
- Hermann Kesten: Scrivendo divenne monarchico [...]. Scrivendo divenne devoto. E poiché voleva credere, divenne - forse - credente. Credeva di trovare in un nuovo Impero Absburgico, all'interno della Chiesa cattolica, l'ordine e l'umanità e la salvezza contro le barbarie e l'antico caos, contro il diavolo e l'Anticristo. in Meine Freunde die Poeten, Wien-München, Im Donau Verlag, 1953, pagg. 172-173.
- Arthur Koestler, rievocando le riunioni degli emigrati a Parigi, ricorda: Per le sue simpatie per l'epoca dell'Imperatore Francesco Giuseppe lo giudicavamo come l'ultimo animale preistorico della monarchia. Roth era un uomo che aveva rinunciato a ogni speranza e si era chiuso al mondo. Citato in Bronsen, Biografia, p. 264.
- Manès Sperber dice: [...] È molto significativo che Roth in virtù del suo straordinario talento poetico dia forma a intuizioni, che non avrebbe potuto utilizzare granché nei suoi romanzi, proprio perché anche lui era stato temporaneamente un ribelle, ma mai un rivoluzionario. Sperber, in Sternbug, p. 364 citato in Bronsen, Biografia.
- György Lukács in una recensione del 1939 della La Marcia di Radetzky per la russa Literaturnaja gazetadice: Il grande valore artistico di quest'opera è profondamente legato [...] alla debolezza ideologica del suo autore. Se Roth non avesse le sue illusioni,non avrebbe potuto penetrare così in profondità nel mondo dei funzionari e degli ufficiali né rappresentare così compiutamente [...] il processo della loro decadenza morale e sociale in F. Hackert, Kulturpessimismus und Erzälform. Studien zu Joseph Roths Leben und Werk, Dissertation, Universität Tübingen, Bern, Herbert Lang & Cie, 1967.
- W.G.Sebald dice: Perfino la Marcia di Radetzky, che viene considerata la sua opera più bella, è chiaramente, in quanto storia di una disfatta irreversibile, un romanzo della disillusione, in Ein Kadish für Ősterreich. Űber Joseph Roth. in: Unheimliche Heimat. Essays zur österreichischen Literatur, Salzburg-Wien, Residenz Verlag, 1991, pp. 104-119.
- Hans Natonek dice: Dalla Marcia di Radetzky e dalla Cripta dei Cappuccini,[...] non ne verranno fuori alcun programma e alcuna letteratura di tendenza. Bensì un sogno, il sogno di un impero e di un ordine. Da autentico romantico ha vissuto al passato,"à la recherche du temps perdu". Ed ancora: Roth  ha scritto il necrologio e la sublimazione della monarchia austriaca. [...] La vecchia Austria era identica a un tenero sogno infantile. La Casa d'Asburgo era per lui una melodia dispersa e spazzata via in Die Legende Roth citato in D. Bronsen, Joseph Roth und die Tradition, Darmstadt, Agora, 1975.
- D. Bronsen afferma:  Il vero amore di Roth non era certo per ciò che "rimaneva" della repubblica austriaca, bensì era per quella reliquia che conservava nella sua memoria, in Joseph Roth und die Tradition, Darmstadt, Agora, 1975, p. 233.
- Enzo Bettiza lo cita paragonandolo ad Ivo Andrić: «Come nell’ebreo galiziano Joseph Roth era presente un’esplicita nostalgia per l’impero cattolico degli Asburgo, così in Andrić, ambiguo cristiano bosniaco, è altrettanto percepibile una sommessa nostalgia per l’impero musulmano della Sublime Porta», in Esilio, Milano, Arnoldo Mondadori Editore, 1996.